# Shahrestān di Talesh
Lo shahrestān di Talesh (farsi شهرستان تالش) è uno dei 16 shahrestān della provincia di Gilan, in Iran. Il capoluogo è Hashtpar. Lo shahrestān è suddiviso in 4 circoscrizioni (bakhsh): 
- Centrale (بخش مرکزی)
- Karakan (بخش کرگان‌رود شمالی), con capoluogo Lisar.
- Asalem (بخش اسالم)
- Haviq (بخش حویق)